# بهینیک اسید
بهینیک اسید (به انگلیسی: Behenic acid) یک ترکیب شیمیایی با شناسه پاب‌کم ۸۲۱۵ است. شکل ظاهری این ترکیب، بلور یا پودر سفید مایل به زرد است.